# تون بلانكر
تون بلانكر (من مواليد 15 سبتمبر 1960) هو لاعب كرة قدم هولندي محترف سابق، ومهاجم له أثر في الملاعب الأوروبية.

## حياة مهنية
يُعد تون بلانكر أحد اللاعبين الهولنديين الذين تركوا بصمتهم في عالم كرة القدم خلال أواخر السبعينيات والثمانينيات. بفضل موهبته التهديفية وحضوره القوي في الملعب، استطاع أن يحقق نجاحات مع أياكس قبل أن يخوض تجارب احترافية في عدة دوريات أوروبية.

#### البداية مع أياكس والنجاح المحلي والأوروبي
وُلد تون بلانكر في 15 سبتمبر 1960، وبدأ مسيرته الكروية مع نادي أياكس أمستردام، أحد أقوى الأندية الهولندية. خلال موسم 1979-1980، حقق الفريق لقب الدوري الهولندي الممتاز، وكان بلانكر أحد المساهمين في هذا الإنجاز.
وفي نفس الموسم، برز على المستوى الأوروبي حين قاد أياكس للوصول إلى نصف نهائي كأس أوروبا 1979-1980. لعب دورًا حاسمًا في البطولة بتسجيله أربعة أهداف ضد نادي هلسنكي في الدور الأول، ثم واصل تألقه بإحراز ثلاثية رائعة أمام أومونيا القبرصي في الجولة التالية، مما عزز من سمعته كمهاجم هدّاف.

#### الاحتراف في الخارج ورحلة التحديات
بعد تألقه مع أياكس، قرر بلانكر خوض تجارب احترافية خارج هولندا، فانتقل إلى البرتغال للعب مع فيتوريا دي غيماريش، قبل أن يحط الرحال في إسبانيا لتمثيل ريال سرقسطة وسالامانكا. خلال هذه الفترة، اكتسب خبرة اللعب في بيئات كروية مختلفة، لكنه لم يتمكن من تحقيق نفس التألق الذي حققه مع أياكس.
عاد بعد ذلك إلى هولندا حيث لعب لصالح إس بي في إكسلسيور وإف سي فولندام، محاولًا استعادة مستواه السابق. ثم خاض تجربة جديدة في الولايات المتحدة مع فريق لوس أنجلوس ليزرز، حيث لعب لفترة قصيرة قبل الانتقال إلى بلجيكا. هناك، أمضى عامين مع جيرمينال بيرشوت وكابلين، ليكمل رحلته الاحترافية المتنوعة.

## الحياة الشخصية
بعيدًا عن الملاعب، كان بلانكر يعيش حياة مستقرة، حيث تزوج من أنيتا هيلكر، إحدى أعضاء فرقة البوب الهولندية "دولي دوتس"، ورُزقا بابنة تدعى روبن.